# Lateinschule Querfurt

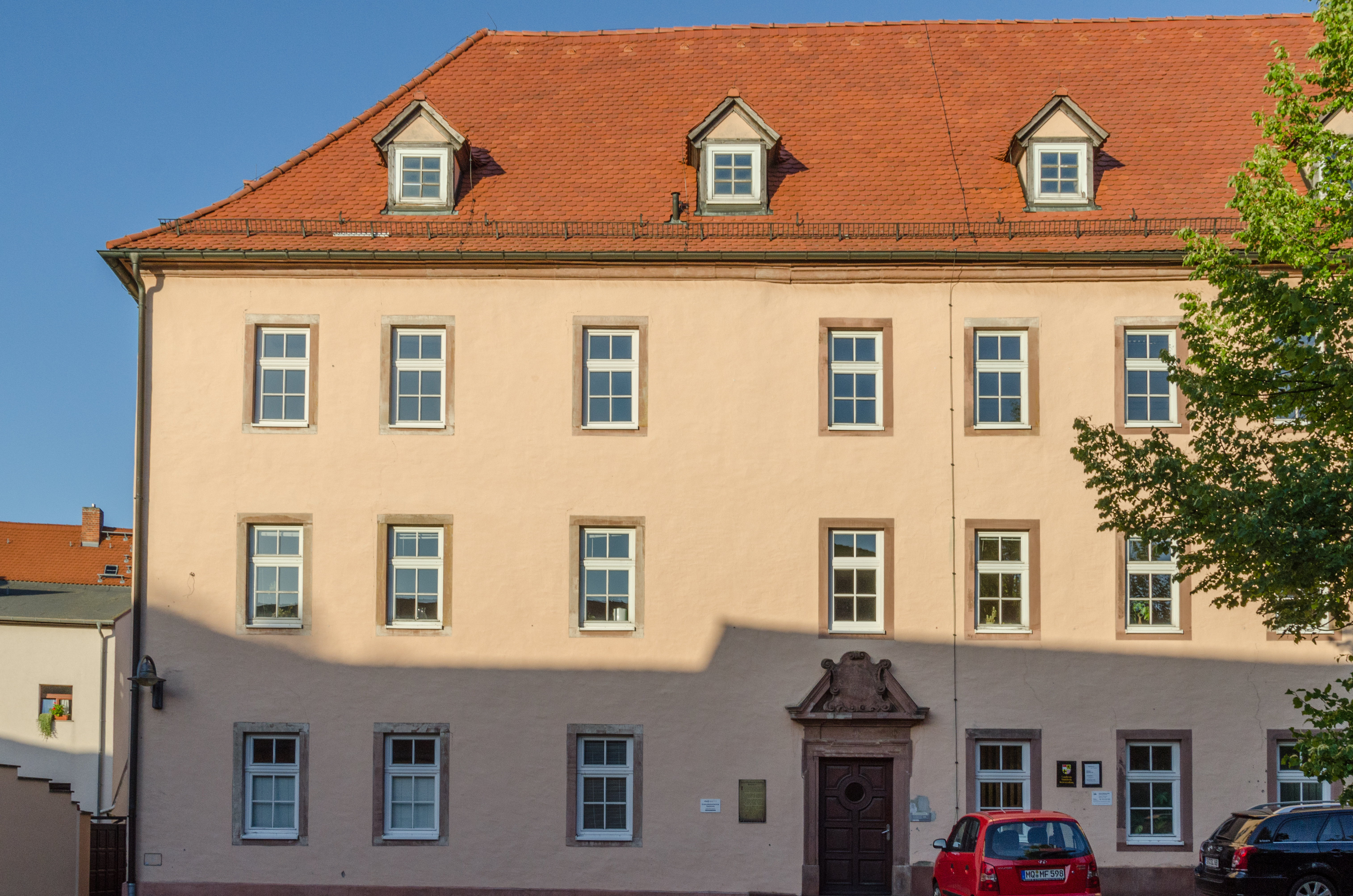
Ehemalige Lateinschule

Die Lateinschule Querfurt ist ein denkmalgeschütztes Gebäude in der Stadt Querfurt in Sachsen-Anhalt. Im örtlichen Denkmalverzeichnis ist das Gebäude unter der Erfassungsnummer 094 06011 als Baudenkmal verzeichnet.
Das Gebäude nordöstlich der Kirche St. Lamberti, mit der Adresse Kirchplan 1 ist die ehemalige Lateinschule und heutige Kreisvolkshochschule von Querfurt.

## Geschichte
Das heutige Gebäude wurde 1719 errichtet, nachdem das vorherige beim Stadtbrand von 1678 zerstört wurde, der Vorgängerbau wurde seinerseits beim Brand von 1655 beschädigt. Der Wiederaufbau wurde durch Spenden finanziert. Teile des Vorgängerbaues sollen beim Neubau wieder verwendet worden sein. Die Lateinschule soll durch eine Vereinigung der Chorschule und der Stadtschule entstanden sein und wurde wohl über die Burg mitfinanziert. Hinweise dafür finden sich vor allem nach der Auflösung des Burgstifts im 16. Jahrhundert. Die Lateinschule bestand bis zum Anfang des 19. Jahrhunderts. Der Stadtschreiber war über längere Zeit auch der Schulleiter. Bis 1886 befand sich im Gebäude die Volksschule und danach das Realgymnasium. Vom 1. Oktober 1946 war hier die Kreisberufsschule untergebracht. Das Gebäude wurde 1992 saniert und beherbergt seitdem die Volkshochschule.

## Infotafel
Am Gebäude befindet sich eine Infotafel, die über die Geschichte des Gebäudes berichtet.
In den Chroniken unserer Stadt wird

bereits im 11. Jahrhundert von einer

Lateinschule, in der elf Mönche

unterrichteten, auf dem Kirchplan be-

richtet.

Mit der Entwicklung des Schulwesens

wurde im Übergang vom Feudalismus

zum Kapitalismus eine Bürgerschule

eingerichtet.

Der große Brand in Querfurt 1678 zer-

störte die Schule bis auf die Außen-

mauern. Durch Spenden konnte sie

1719 wieder als Schule übergeben

werden.

Bis 1889 war sie Volksschule und im

gleichen Jahr wurde sie zum privaten

Reformrealgymnasium.

Seit dem 1.10.1946 befand sich die

Kreisberufsschule in diesem Gebäude.

1992 rekonstruierte der Landkreis mit

vielen Querfurter Unternehmen das

unter Denkmalschutz stehende histori-

sche Gebäude zu einer modern einge-

richteten Bildungsstätte für die beruf

liche Jugend des Landkreises.